# Velká pardubická 2016
Velká pardubická 2016 byl 126. ročník tohoto překážkového závodu. Uskutečnil se v neděli 9. října toho roku. Dotace byla 5 milionů korun. Vyhrál v čase 9:42,86 devítiletý valach Charme Look s žokejem Janem Faltejskem, pro nějž to bylo již čtvrté vítězství v tomto dostihu.

## Výsledky
Do cíle doběhlo 11 z 15 koní, přihlášených do závodu:
1. Charme Look (žokej Jan Faltejsek, trenérka Martina Růžičková, stáj Orling) - čas 9:42,86
2. Ange Guardian (ž. Kratochvíl)
3. Zarif (ž. Bartoš)
4. Puntarenas (ž. Sovka)
5. Hegnus (ž. Kousek)
6. Ter Mill (Odložil)[1]